# Гавота
Гавота (фр. gavotte) је француски народни плес који је крајем XVI века постао дворски плес и у XVII веку један од плесова француског балета и опере, а од краја XVII века и плесни став инструменталних облика, посебно свите. Гавота је плес живахног темпа, у 2/2 или метру. Редовно почиње с узмахом. Плеше се у паровима у низу, с одређеним пантомимичким фигурама. Као друштвени дворски плес популаран је у XVII и XVIII веку, а око 1830. исчезава из француских плесних дворана. Као народни плес још се и данас негује, посебно у Бретањи и Прованси.
У уметничкој музици гавота постаје омиљени плесни облик око половине XVII века, када је Ж. Б. Лили уводи у балет и оркестарску свиту. Његов тип гавоте прихватили су и копирали многи његови следбеници. У опери је негује посебно Рамо, а јавља се и код Хендла, Глука, Гретрија. У барокној камерној сонати гавота се одомаћила с делима Корелија и задржала све до времена Вивалдија и Хендла. Врхунац уметничког обликовања гавота достиже у делима Ф. Купрена и Ј. С. Баха, код којих се јавља као став свите или као оркестарски плес. Уметнички стилизована гавота је плес грациозног карактера и већином живог темпа, али сусрећу се и у умереном темпу.
У инструменталној и драмској музици обично уз први долази и други гавот у истом или паралелном тоналитету; друга гавота има готово идентичну грађу као прва или је обликована с бордунским басом.